# バトル・クリーク・トランスポーテーション・センター
バトル・クリーク・トランスポーテーション・センター（英語：Battle Creek Transportation Center）はミシガン州バトルクリーク マカムリー・ストリート・サウス119にある駅。 全米各地を結ぶ旅客鉄道のアムトラックが乗り入れている。

## 概要
当駅（センター）は地域の交通拠点として鉄道会社2社によって開設された駅に代わり1982年に営業開始した。2012年に連邦政府等の補助金を受け電気設備、配管、トイレ、ホーム上屋延長交換の改修工事が完成した。中長距離バスはグレイハウンドとインディアン・トレイルズに乗車することができる
。

## 利用可能な鉄道路線／列車
アムトラックの停車する列車は下記の通り。
シカゴとポンティアック間の昼行中距離列車ウォルバリン号… 1日2往復停車
シカゴとポートヒューロン間の昼行中距離列車ブルー・ウォーター号… 1日1往復停車